# Микки Монстр
«Ми́кки Мо́нстр» (англ. Screamboat, досл.: «Пароходик крика») — американский комедийный слэшер режиссёра Стивена Ламорта. Представляет собой вольную хоррор-адаптацию короткометражного мультфильма Уолта Диснея «Пароходик Вилли» 1928 года. Вышел в мировой прокат 2 апреля 2025 года, в российский — 10 апреля.
1 января 2024 года права на образ Микки Мауса из мультфильма 1928 года «Пароходик Вилли», ранее принадлежавшие корпорации The Walt Disney Company, перешли в общественное достояние. Тогда же Стивен Ламорт анонсировал фильм ужасов с Маусом в качестве антагониста.

## Синопсис
Когда озорная мышь мутирует в чудовищное плотоядное существо, пассажирам и экипажу парома в Нью-Йорке приходится объединить усилия в отчаянной борьбе за выживание.

## В ролях
- Дэвид Ховард Торнтон — Микки Монстр (в оригинале — пароходный Вилли)[4]
- Тайлер Пози — Майк, радиооператор
- Кайли Хайман — Синди
- Эллисон Питтел[4] — Селена
- Эми Шумахер[4] — Эмбер
- Джесси Пози[4] — Пит
- Джесси Коув[4] — лейтенант Диаз
- Руми Си Жан-Луи[4] — Маттео
- Ярлат Конрой[англ.][4] — Барри
- Чарльз Эдвин Пауэлл[4] — президент боро Молинари

## Создание
Мультипликационный короткометражный фильм с Микки Маусом — «Пароходик Вилли» — стал общественным достоянием 1 января 2024 года. После этого события режиссёр Стивен Ламорт запустил в разработку собственное переосмысление мультфильма в жанре ужасов. 2 января в сети появилось промо-фото картины. Ранее Ламорт снял фильм «Зловредный» — хоррор-версию детской книги доктора Сьюза «Как Гринч украл Рождество» 1957 года. За день до этого другими авторами было анонсировано ещё несколько проектов по мотивам короткометражки, в числе которых — слэшер режиссёра Джейми Бейли «Мышеловка Микки» и хоррор-игра Infestation: Origins. В апреле 2024 года стало известно название ленты — «Пароходик крика»; для российского проката оно было локализовано как «Микки Монстр».
В июне журнал Variety сообщил, что самого Микки сыграет Дэвид Ховард Торнтон; были объявлены и остальные члены актёрского состава: Эллисон Питтел, Эми Шумахер, Джесси Поузи, Джесси Коув, Руми Си Жан-Луи, Ярлат Конрой и Чарльз Эдвин Пауэлл.
Съёмки ленты стартовали 1 мая 2024 года Нью-Йорке и завершились 8 июня.

## Релиз
Картина вышла в кинотеатрах по всему миру 2 апреля 2025 года. Выпущена Iconic Events Releasing и DeskPop Entertainment (домашние носители). В России релиз состоялся 10 апреля. Изначально фильм должен был выйти 24 января в США и 30 января в России.

## Реакция
На сайте-агрегаторе рецензий Rotten Tomatoes 61 % из 18 рецензий — положительные, средняя оценка — 5/10. На Metacritic, где применяется средняя взвешенная оценка, фильм получил 44 балла из 100 по результатам оценок 5 критиков, что соответствует «смешанным или средним» отзывам.
Брайан Таллерико из RogerEbert.com поставил фильму две звезды из четырёх со следующим комментарием: «Трудно представить себе человека, который пойдёт на „Микки Монстра“, не зная о задумке. Люди не купят на него билет, если в кинотеатре не окажется нужного им артхаусного фильма. В этом смысле фильм достаточно хорош, чтобы рекомендовать его даже тем, кто не стремится его посмотреть».